# 與坂唯
與坂 唯（よさか ゆい、1988年9月13日 - ）は、日本のモデル、タレント、元グラビアアイドルで、音楽ユニット「KEY-NA」（キイナ）のメンバーである。北海道札幌市出身。

## 略歴
18歳の時に北海道から上京し、2007年、プラチナムプロダクションの関連子会社として発足した『プラチナム・パスポート』に所属。2008年、プロ野球東京ヤクルトスワローズの公式ダンスパフォーマンスチーム『DDS』に参加する。
2010年、スワローズのパフォーマンスチーム『Swallows Wings』に参加する一方、セクシー☆オールシスターズ内のユニット『胸の谷間にうもれ隊』メンバーとして活動。同年12月より、パチンコ・パチスロ情報誌『でちゃう!』イメージガールを務める。
2011年、日テレ『汐留グラビア甲子園2011』でグランプリを獲得。同年12月、アイドルグループ『predia』に加入。
2012年3月、同じ『predia』メンバーの桜子と共に日テレジェニック2012候補生にノミネートされるも、『アイドルの穴』放送3週目で脱落。2012年7月1日、自身のブログ及びprediaオフィシャルブログにて同グループからの脱退及び所属していたプラチナムを退所したことを明かした。2013年2月5日、前年に設立したばかりの芸能事務所「グラヴィティ」に移籍。タレント活動を続けるが程なくして退所。現在は、東日本大震災を機に立ち上げた農業復興の為の3人組音楽ユニット「KEY-NA」（キイナ）に参加している。

## 人物
3人姉妹の次女である。好きな色はピンク。趣味はゲーム、料理(基本的な)。映画鑑賞。汗流すこと。特技はちゅう顔。自転車乗りながら新聞をポストに入れる。
中学時代はアクターズスタジオ北海道に通い、歌とダンスのレッスンを受けていたことがある。2011年にはSUPER GT『ARTA GALS』の一員としてレースクイーン活動をする予定だったが、諸事情によりレース開幕直前に辞退している。

## 作品
- Invitation（2012年3月28日、PSMC-0001/2）- EAN 4522197115450。アートワーク・特典映像「スライドショー」のみ参加[12]。

### 映像作品
- 日テレ 汐留グラビア甲子園 グランプリ 與坂唯（2012年1月21日、TRID-205）- EAN 4949726302059。

## 出演

### テレビ
- プリンセス2（2007年）
- クチコミ大捜索!全国占い師スペシャル（2009年、フジテレビ）
- 志村&所の戦うお正月（2010年、テレビ朝日）
- アイドルの穴2012（2012年4月7日 - 、日本テレビ）

### 舞台
- アリスインプロジェクト「ダウト!-国立公安女子校-」（2012年10月25日 - 28日、銀座・博品館劇場） - 星組 シライ 役